# Atescatempa
Atescatempa est une municipalité du Guatemala faisant partie du Département de Jutiapa.
Elle comprenait 14 773 habitants, au recensement de 2002 de l'Instituto Nacional de Estadística (Institut National de Statistique).
En 2017, la lagune d'Atescatempa disparait, victime du changement climatique.